# 판교중학교 (충남)
판교중학교(板橋中學校)는 대한민국 충청남도 서천군 판교면 현암리에 있는 사립 중학교이다.

## 학교 연혁
- 1956년 4월 13일 : 인명중학교 설립 인가(3학급)
- 1956년 5월 8일 : 1학년 입학식 거행(50명)
- 1958년 5월 2일 : 제1대 박호성 교장 취임
- 1970년 1월 2일 : 제1대 김춘자 이사장 취임
- 1971년 4월 30일 : 판교중학교 교명 변경 인가
- 2020년 5월 29일 : 제3대 정성기 이사장 취임
- 2022년 3월 1일 : 제6대 유현근 교장 취임
- 2024년 1월 7일 : 제66회 졸업식(총 5,348명)
- 2024년 3월 4일 : 2024학년도 입학식(17명)

## 참고 자료
- 판교중학교 - 한국교육학술정보원 학교알리미